# Biffy Clyro
Biffy Clyro — шотландський гурт, заснований у Кілмарноку, Східний Ершир. До складу гурту входять: Саймон Ніл (вокал, гітара) та брати-близнюки Джеймс (бас-гітара, бек-вокал) і Бен Джонстони (ударні, бек-вокал). Зараз колектив підписаний на лейбл 14th Floor Records і випустив дев'ять студійних альбомів. Після перших трьох альбомів гурт значно розширив свою аудиторію у 2007 році з виходом четвертого альбому Puzzle, який досяг 2-го місця в британському чарті альбомів та отримав платинову сертифікацію від BPI.
За приблизними оцінками, гурт продав понад 1 240 000 копій альбомів і 400 000 синглів у Великій Британії. Станом на 2021 рік, гурт загалом провів 165 тижнів у топ-75 британського чарту альбомів, з яких три тижні займав перше місце, а 76 тижнів — у топ-40. Сингли гурту сумарно перебували 79 тижнів у британському чарті синглів, шість тижнів у першій десятці та 42 тижні у топ-40.

## Дискографія

### Студійні альбоми
- Blackened Sky (2002)
- The Vertigo of Bliss (2003)
- Infinity Land (2004)
- Puzzle (2007)
- Only Revolutions (2009)
- Lonely Revolutions (2010)
- Opposites (2013)
- Similarities (2014)
- Ellipsis (2016)
- Balance, Not symmetry (2019)
- A Celebration of Endings (2020)
- The Myth of the Happily Ever After (2021)

### Сингли
- 1999 — Iname
- 2001 — 27
- 2001 — Justboy
- 2002 — 57
- 2002 — Joy.Discovery.Invention
- 2002 — Toys, Toys, Toys, Choke, Toys, Toys, Toys
- 2003 — The Ideal Height
- 2003 — Questions and Answers
- 2003 — Eradicate the Doubt
- 2004 — There's No Such Thing as a Jaggy Snake
- 2004 — Glitter and Trauma
- 2004 — My Recovery Injection
- 2005 — Only One Word Comes to Mind
- 2006 — Semi-Mental
- 2006 — Saturday Superhouse
- 2007 — Living is a Problem Because Everything Dies
- 2007 — Folding Stars
- 2007 — Machines
- 2008 — Who's Got a Match?
- 2008 — Mountains
- 2009 — That Golden Rule
- 2009 — The Captain
- 2010 — Many of Horror
- 2010 — Bubbles
- 2010 — God and Satan
- 2013 — Black Chandelier
- 2013 — Biblical
- 2013 — Opposite
- 2013 — Victory Over The Sun